# Armen Dorian
Armen Dorian (armenisch Արմեն Տորեան; * 28. Januar 1892 als Հրաչյա Սուրենեան Hratschia Surenian in Sinop; † 1915 in Ankara) war ein armenischer Dichter, der im Osmanischen Reich lebte. Dorian erhielt seinen Studienabschluss an der Sorbonne-Universität in Paris. Der größte Teil seiner Dichtung wurde auf Französisch und Westarmenisch verfasst. 1915 wurde Dorian festgenommen und im Alter von 23 Jahren während des Völkermords an den Armeniern umgebracht.

## Leben
Der armenischstämmige Armen Dorian wurde 1892 als Hratschia Surenian in der osmanischen Stadt Sinop geboren. Dorian zog in die Hauptstadt Istanbul, wo er seine Schulbildung an dem mechitaristischen Pangaltı-Gymnasium erhielt. Danach reiste Dorian 1911 nach Frankreich und studierte an der Sorbonne-Universität in Paris. Er schloss sich der französischen Literaturszene an und gründete die französische Zeitung L'Arène. 1913 gründeten er und andere französische Dichter die pantheistische Literaturschule. Dorian wird nachgesagt, dass „Symbolisten während dieser Zeit in Frankreich noch nie einen Jugendlichen mit solch einer glühenden Kraft mit einem majestätischen Schreibstil gesehen haben, der solch schöne Träume einband…“ Kurz nach seiner Graduierung 1914 an der Sorbonne kehrte Dorian nach Istanbul zurück, wo er Lehrer wurde und französische sowie armenische Literatur unterrichtete.

## Ermordung
Armen Dorian wurde am „Roten Sonntag“, dem 24. April 1915, festgenommen. Er wurde zuerst nach Çankırı deportiert, danach in Ankara inhaftiert, dort aus dem Gefängnis verschleppt und, nach Angaben von Nschan Kalfaian, mit nur 23 Jahren nahe Ankara in Anatolien umgebracht.